# Alexandru Târnăvean
Alexandru Târnăvean (n. 12 martie 1848, Suseni- d. 17 august 1935, Hodac) a fost un deputat în Marea Adunare Națională de la Alba Iulia, organismul legislativ reprezentativ al „tuturor românilor din Transilvania, Banat și Țara Ungurească”, cel care a adoptat hotărârea privind Unirea Transilvaniei cu România, la 1 decembrie 1918.:p. 77

## Biografie
Alexandru Târnăvean, născut în localitatea Suseni, județul Mureș, a urmat studiile la Facultatea de Teologie din Blaj. Este numit preot greco-catolic în Iernuțeni, Orșova și Hodac iar din anul 1907 este trecut în rangul de protopop de Pogăceaua. A fost membru al Despărțământului Reghin al Astrei și președinte al Despărțământului Râciu al Astrei. Ocupă și poziția de membru al Consiliului Național comitatens Mureș-Turda. După 1918 a fost membru al P.N.R., apoi al P.N.Ț. și membru de drept în consiliul comunal Pogăceaua. A decedat la data de 17 august 1935 la Hodac.

## Activitatea politică
A fost ales ca delegat de drept al protopopiatului Pogăceaua, la Marea Adunare Națională de la Alba Iulia de la 1 decembrie 1918.:p.268